# Taro Daniel
Taro Daniel  (Japans: ダニエル太郎, Danieru Tarō) (New York, 27 januari 1993) is een Japans tennisspeler. Hij heeft één ATP-toernooi gewonnen en deed al mee aan grandslamtoernooien. Hij heeft ook vijf challengers in het enkelspel op zijn naam staan.

## Palmares enkelspel
| Nr.                  | Datum            | Toernooi     | Ondergrond    | Tegenstander in finale | Score         | Details |
| -------------------- | ---------------- | ------------ | ------------- | ---------------------- | ------------- | ------- |
| Gewonnen finales     |                  |              |               |                        |               |         |
| 1.                   | 6 mei 2018       | ATP Istanbul | Gravel        | Malek Jaziri           | 7-6(4), 6-4   | Details |
| Gewonnen challengers |                  |              |               |                        |               |         |
| 1.                   | 20 april 2015    | Vercelli     | Gravel        | Filippo Volandri       | 6-3, 1-6, 6-4 |         |
| 2.                   | 7 juni 2015      | Fürth        | Gravel        | Albert Montañés        | 6-3, 6-0      |         |
| 3.                   | 22 november 2015 | Yokohama     | Hardcourt     | Go Soeda               | 4-6, 6-3, 6-3 |         |
| 4.                   | 21 augustus 2016 | Cordenons    | Gravel        | Daniel Gimeno-Traver   | 6-3, 6-4      |         |
| 5.                   | 19 maart 2017    | Buenos Aires | Hardcourt     | Leonardo Mayer         | 5-7, 6-3, 6-4 |         |
| 6.                   | 2 februari 2020  | Burnie       | Hardcourt     | Yannick Hanfmann       | 6-2, 6-2      |         |
| 7.                   | 1 november 2020  | Hamburg      | Hardcourt (i) | Sebastian Ofner        | 6-1, 6-2      |         |

## Resultaten grote toernooien
| Legenda | Legenda                          |
| ------- | -------------------------------- |
| g.t.    | geen toernooi gehouden           |
| l.c.    | lagere categorie                 |
| –       | niet deelgenomen                 |
| G       | uitgeschakeld in de groepsfase   |
| 1R      | uitgeschakeld in de eerste ronde |
| 2R      | uitgeschakeld in de tweede ronde |
| 3R      | uitgeschakeld in de derde ronde  |
| 4R      | uitgeschakeld in de vierde ronde |
| KF      | uitgeschakeld in de kwartfinale  |
| HF      | uitgeschakeld in de halve finale |
| F       | de finale verloren               |
| W       | het toernooi gewonnen            |
| w-v     | winst/verlies-balans             |

### Enkelspel
| toernooi             | 2014 | 2015 | 2016 | 2017 | 2018 | 2019 | 2020 | 2021 | 2022 | 2023 |
| -------------------- | ---- | ---- | ---- | ---- | ---- | ---- | ---- | ---- | ---- | ---- |
| grandslamtoernooien  |      |      |      |      |      |      |      |      |      |      |
| Australian Open      | –    | –    | 1R   | –    | 1R   | 2R   | –    | 1R   | 3R   | 2R   |
| Roland Garros        | –    | 1R   | 2R   | 2R   | –    | 1R   | –    | 1R   | 1R   |      |
| Wimbledon            | –    | –    | 1R   | 1R   | 1R   | –    | g.t. | –    | 1R   |      |
| US Open              | 1R   | –    | –    | 2R   | –    | –    | 1R   | 1R   | 1R   |      |
| ATP Masters 1000     |      |      |      |      |      |      |      |      |      |      |
| Indian Wells         | –    | –    | –    | –    | 2R   | 1R   | g.t. | 2R   | 1R   |      |
| Miami                | –    | –    | –    | –    | –    | 1R   | g.t. | –    | 2R   |      |
| Monte Carlo          | –    | –    | 2R   | –    | –    | 1R   | g.t. | –    | –    |      |
| Madrid               | –    | –    | –    | –    | –    | –    | g.t. | –    | –    |      |
| Rome                 | –    | –    | –    | –    | –    | –    | –    | –    | –    |      |
| Montreal/Toronto     | –    | –    | –    | –    | –    | –    | g.t. | –    | –    |      |
| Cincinnati           | –    | –    | –    | –    | –    | –    | –    | –    | –    |      |
| Shanghai             | –    | –    | –    | –    | –    | –    | g.t. | g.t. | g.t. |      |
| Parijs               | –    | –    | –    | –    | –    | –    | –    | –    | –    |      |
| olympisch            |      |      |      |      |      |      |      |      |      |      |
| Olympische Spelen    | g.t. | g.t. | 3R   | g.t. | g.t. | g.t. | g.t. | 1R   | g.t. | g.t. |
| statistieken         |      |      |      |      |      |      |      |      |      |      |
| totaal aantal titels | 0    | 0    | 0    | 0    | 0    | 0    | 0    | 0    | 0    | 0    |
| eindejaarsranking    | 177  | 96   | 127  | 99   | 77   | 110  | 117  | 125  | 92   |      |

### Dubbelspel
| toernooi             | 2018 | 2019 | 2020 | 2021 | 2022 | 2023 |
| -------------------- | ---- | ---- | ---- | ---- | ---- | ---- |
| grandslamtoernooien  |      |      |      |      |      |      |
| Australian Open      | –    | 1R   | –    | –    | –    | –    |
| Roland Garros        | –    | –    | –    | –    | –    |      |
| Wimbledon            | 1R   | –    | g.t. | –    | –    |      |
| US Open              | –    | –    | –    | –    | –    |      |
| olympisch            |      |      |      |      |      |      |
| Olympische Spelen    | g.t. | g.t. | g.t. | 1R   | g.t. | g.t. |
| statistieken         |      |      |      |      |      |      |
| totaal aantal titels | 0    | 0    | 0    | 0    | 0    | 0    |
| eindejaarsranking    | 458  | 717  | 592  | 668  | -    |      |